# 합선

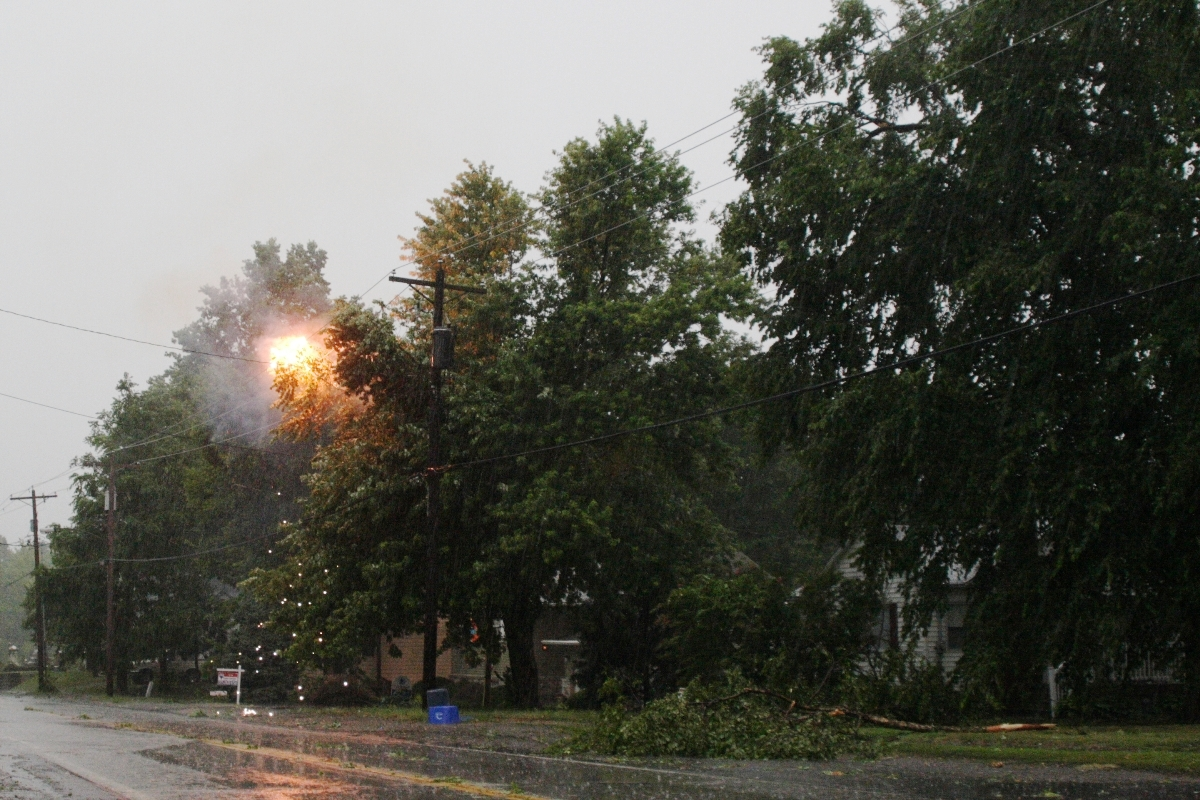

합선(合線), 단락(短絡) 또는 쇼트서킷(short circuit, short or s/c)은 온저항이 매우 낮거나 아예 존재하지 않는 상태에서 전기 회로에서 전류가 의도하지 않은 경로로 접속되는 일이다. 이렇게 되면 과도한 전류가 회로를 통과하여 흐르게 된다. 합선의 반의어는 두 점 사이의 무한한 저항을 의미하는 개회로이다.

## 같이 보기
- 옴의 법칙